# Phare du cap Saint-Vincent
Le phare du cap Saint-Vincent est un phare situé sur le Cap Saint-Vincent dans la freguesia de Sagres de la municipalité de Vila do Bispo, dans le district de Faro (Région de l'Algarve au Portugal).
Il est géré par l'autorité maritime nationale du Portugal à Oeiras (Grand Lisbonne).
Il est situé dans la forteresse de Saint-Vincent (pt) et il est classé, ainsi que le fort, comme Immeuble d'intérêt public.

## Histoire
Un phare rudimentaire existait déjà sur le cap Saint-Vincent depuis 1520 sur une tourelle à l'intérieur du couvent. Sous le règne de Manuel Ier du Portugal, au début du XVIe siècle, l'évêque de l'Algarve, Fernando Coutinho, avait fait construire sur le cap Saint-Vincent une forteresse et une tour servant de phare comme défense côtière de cette région. En 1587, le corsaire britannique Francis Drake a détruit le fort et le phare d'origine. La structure a été reconstruite envoyé par le roi Philippe II du Portugal en 1606. Comme toutes les grandes constructions de la région, il a été rasé pendant le séisme de 1755 à Lisbonne.
Le nouveau phare du cap Saint Vincent a été érigé sous le règne de la reine Marie II et est entré en service en octobre 1846. À l'origine il fonctionnait à l'huile d'olive et émettait deux éclats de deux secondes, toutes les deux minutes, avec une portée d'environ 10 km. Le phare a ensuite été abandonné pendant plusieurs années, atteignant un état proche de la ruine .
En 1897, en raison de l'état précaire du phare, des travaux de rénovation ont été entrepris. Ainsi, la tour a été relevée de 5,70 mètres et l'appareil optique initial a été remplacé par une nouvelle version plus avancée. Les travaux ont duré 11 ans et, en 1908, le phare a repris du service avec un nouveau dispositif hyper-radial  lentille de Fresnel de 1er ordre de 1,330 mm de longueur focale. Le phare a alors une caractéristique de 5 éclairs toutes les 15 secondes avec une portée lumineuse d'environ 33 miles (environ 60 km).
En 1914, une corne de brume est installée et, en 1926, des moteurs générateurs ont été installés pour permettre le remplacement de la lampe à vapeur de pétrole par une lampe électrique.Après la Seconde Guerre mondiale, ont été installés des panneaux déflecteurs et une lanterne aéromaritime et, en 1948, le phare a été connecté au réseau public d'électricité. Un an plus tard, une balise radio a été installée et elle a fonctionné jusqu'en 2001. En 1982, le phare a été automatisé et auto-contrôlé du phare de Sagres.
Le phare est situé à 7 km à l'ouest de Sagres. Il est l'un des phares les plus puissants d'Europe (le plus puissant étant le phare du Créac'h en France). Sa position attire de nombreux visiteurs et la marine portugaise a construit un centre d'accueil et un musée sur le site. Le phare et le musée sont ouverts au public le mercredi après-midi.
Identifiant : ARLHS : POR012 ; PT-436 - Admiralty : D2168 - NGA : 3616 .
|                   |
| Cap Saint-Vincent |

|                                |
| La forteresse de Saint-Vincent |

|         |
| La tour |

### Lien connexe
- Liste des phares du Portugal